# Fritz Claus (Schriftsteller)

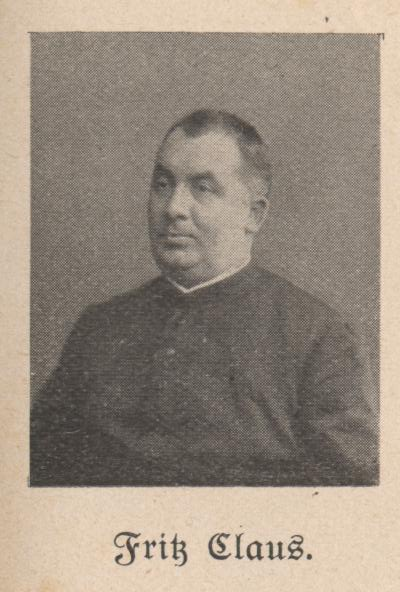
Johann Martin Jäger alias Fritz Claus, um 1895

Fritz Claus, eigentlich Johann Martin Jäger (* 5. August 1853 in Martinshöhe; † 6. Februar 1923 in Edenkoben), war ein deutscher katholischer Priester in der Diözese Speyer, der als Schriftsteller, Pfälzer Mundartdichter und Sänger unter seinem Pseudonym Bekanntheit erlangte.

## Familie
Jäger wurde als Sohn des Volksschullehrers Johannes Jäger und dessen Ehefrau Maria geb. Würrer geboren. Bereits 1858 starb seine Mutter in Bann, 1861 sein Vater, der mittlerweile an die Volksschule in Bruchweiler versetzt worden war. Vollwaise geworden, verbrachte Jäger drei Jahre beim Großvater väterlicherseits in Münchweiler an der Rodalb. 1864 kam er in die Obhut seines Onkels Martin Würrer, der damals katholischer Pfarrer in Ramberg war.

## Ausbildung und Beruf
Mit 14 Jahren wechselte Jäger von der Volksschule auf die Lateinschule in Annweiler und anschließend, als sein Onkel nach Geinsheim in der Vorderpfalz versetzt wurde, auf die Neustadter Lateinschule, die später zum Kurfürst-Ruprecht-Gymnasium wurde. Anschließend besuchte er das Bischöfliche Konvikt in Speyer. Ab 1875 studierte er Theologie in München. 1879 wurde er von Bischof Joseph Georg von Ehrler im Speyerer Dom zum Priester geweiht. Seine ersten Wirkungsorte waren Trulben, Frankenthal, Landau und Kirchmohr, das heute ein Teil von Niedermohr in der Westpfalz ist. Insbesondere als Stadtpfarrer von Zweibrücken (1893–1910) betätigte er sich nachhaltig im kirchlichen Leben und im Vereinswesen.

## Werke und Bedeutung
Jägers Freizeitbeschäftigungen waren das Wandern und die Schriftstellerei. In zahlreichen Erzählungen, Sagen und Volksbühnenstücken, in Prosa und in Gedichtform, teils in Hochdeutsch, teils in Pfälzer Mundart, behandelte er die Pfalz und den Pfälzerwald. Sein umfangreiches dichterisches Schaffen, das er unter dem Pseudonym „Fritz Claus“ betrieb, machte ihn in der pfälzischen Heimatliteratur bekannt. Wegen seiner Gesangsauftritte wurde er auch „Sänger des Pfälzerwaldes“ genannt. 
1885 und 1889 erschien Jägers zweibändige Sammlung Fröhlich Pfalz, Gott erhalts. Gedichte und Sagen. 1901 erfolgte eine zweite, erweiterte Auflage, 1909 eine dritte, die besonders aufwendig gestaltet war. In den Jahren 1900 und 1901 veröffentlichte Claus die beiden Prosa- und Gedichtbände Im Pfälzerwald. Unter seinen zahlreichen Bühnenwerken waren u. a. Der Wucherer und De Peter vun Bermesens. Sein Gedicht über die Sage vom Teufelstisch erlangte wegen seiner bildhaften Sprache pfalzweite Bekanntheit.
Jäger gehörte zu den Mitbegründern des Pfälzerwald-Vereins, der ihn zu einem seiner ersten Ehrenmitglieder ernannte. Der Bau des Luitpoldturms auf dem Weißenberg ging auf seine Initiative zurück. Im Schamborntal bei Leimen, in der Gegend seiner Kindheit, setzte man ihm 1906 noch zu Lebzeiten ein Denkmal. Vom Königreich Bayern, zu dem damals die Pfalz gehörte, wurden ihm der Ehrentitel Königlich-geistlicher Rat sowie der Verdienstorden vom Heiligen Michael IV. Klasse mit Krone verliehen. 
Als Jäger in Edenkoben, wo er zuletzt die Pfarrstelle bekleidet hatte, am 9. Februar 1923 beigesetzt wurde, nahm auch der Speyerer Bischof Ludwig Sebastian an den Feierlichkeiten teil.
In der Pfalz erhielten später einige Wanderhütten zu Ehren Jägers den Namen „Fritz-Claus-Hütte“, so bei seinem Geburtsort Martinhöhe, bei Münchweiler an der Rodalb oder bei Brücken, wo es an der Hütte auch eine Fritz-Claus-Quelle gibt. Im Jahr 1929 setzte der Verkehrsverein des Weindorfs St. Martin Fritz Claus ein Denkmal im Dichterhain am Nordosthang des Hochberges.

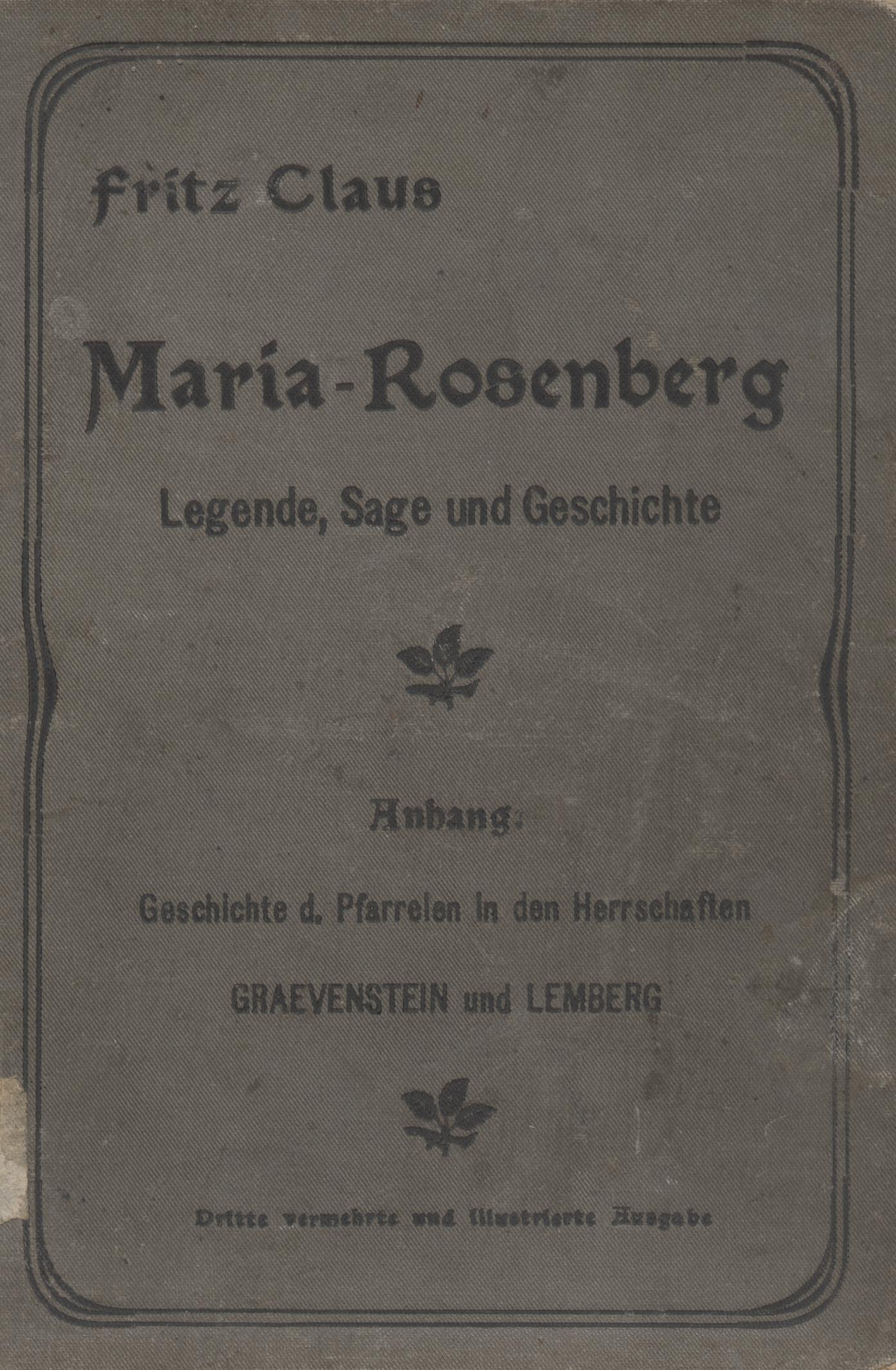
Bucheinband
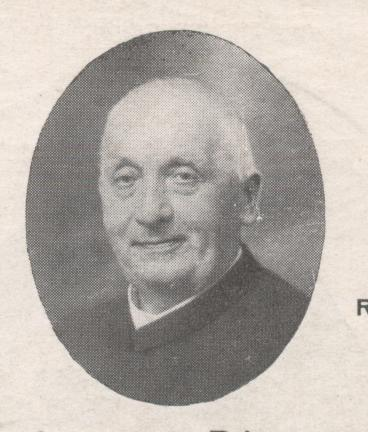
Altersbild, um 1920
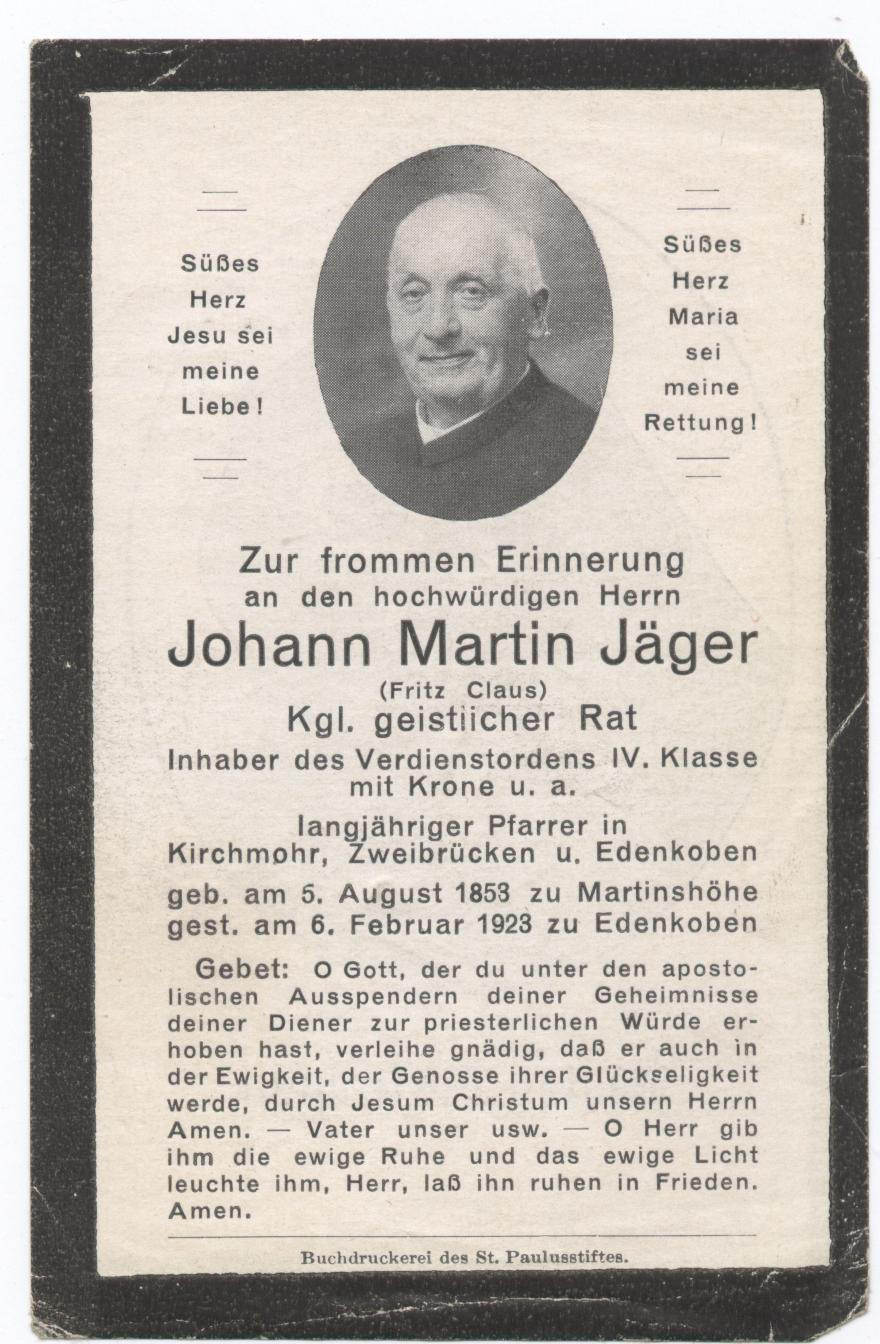
Sterbebildchen, Rückseite
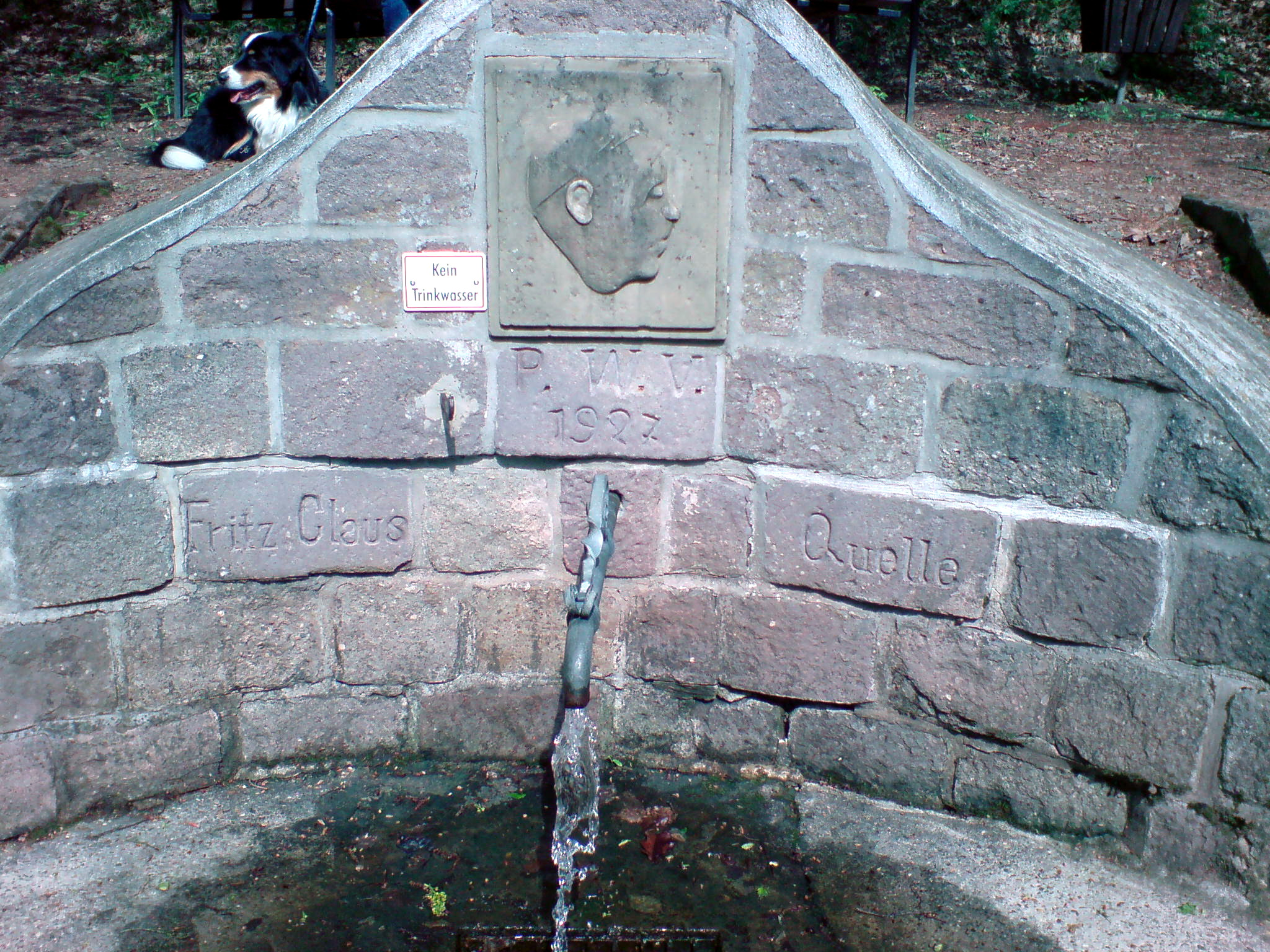
Fritz-Claus-Quelle bei Brücken